# Empidonax traillii
Az Empidonax traillii a madarak (Aves) osztályának a verébalakúak (Passeriformes) rendjébe a királygébicsfélék (Tyrannidae) családjába tartozó faj.
Tudományos nevét Thomas Stewart Traill skót zoológusról kapta.

## Előfordulása
Kanadában és az Amerikai Egyesült Államokban költ. Teleleni Costa Rica, Salvador, Guatemala, Honduras, Nicaragua, Panama, Kolumbia, Ecuador és Peru területére vonul.

## Alfajai
- Empidonax traillii adastus Oberholser, 1932
- Empidonax traillii brewsteri Oberholser, 1918
- Empidonax traillii extimus A. R. Phillips, 1948
- Empidonax traillii traillii (Audubon, 1828)

## Életmódja
Rovarokkal táplálkozik, de bogyókat is fogyaszt.